# McIntosh (Dakota del Sud)
McIntosh (in lakota: Maktáža) è un comune (city) degli Stati Uniti d'America e capoluogo della contea di Corson nello Stato del Dakota del Sud. La popolazione era di 173 abitanti al censimento del 2010.

## Geografia fisica
McIntosh è situata a 45°55′18″N 101°21′01″W (45.921649, -101.350171).
Secondo lo United States Census Bureau, la città ha una superficie totale di 1,99 km², dei quali 1,89 km² di territorio e 0,1 km² di acque interne (4,95% del totale).
A McIntosh è stato assegnato lo ZIP code 57641 e lo FIPS place code 39940.

## Storia
McIntosh prende il nome da una coppia di fratelli che lavoravano per la ferrovia.

## Società

### Evoluzione demografica
Secondo il censimento del 2010, la popolazione era di 173 abitanti.

### Etnie e minoranze straniere
Secondo il censimento del 2010, la composizione etnica della città era formata dal 76,3% di bianchi, lo 0% di afroamericani, il 19,08% di nativi americani, lo 0,58% di asiatici, lo 0% di oceanici, lo 0,58% di altre razze, e il 3,47% di due o più etnie. Ispanici o latinos di qualunque razza erano il 2,31% della popolazione.